# A485-ös autópálya (Németország)
Az A485-ös autópálya (németül: Bundesautobahn 485) egy autópálya Németországban. Hossza 19 km.